# 张家堡双牌坊
张家堡双牌坊，位于浙江省龙港市张东村（张家堡自然村）郊，为浙江省文物保护单位之一。
张家堡双牌坊位于张家堡杨氏宗祠附近，分别为“节孝”牌坊和“孝女”牌坊，纪念张家堡杨氏的两位女性。“节孝”牌坊是“为故监生杨植存妻章氏立”。章氏16岁嫁给张家堡杨氏子杨植存，育有一子名杨配仁，但在章氏27岁那年杨植存早逝，章氏从此开始守活寡直至83岁去世。“孝女”牌坊“为故贡生杨焕长女，系方成松元聘妻杨氏新诠立”，杨氏原本已经许配给方成松，但未及婚嫁便于1810年在父亲死后“殉死”。